# Seznam albánských panovníků

Znak Albánského království

Seznam albánských panovníků uvádí všechny panovníky, kteří vládli na území dnešní Albánie od konce 12. století až do roku 1943, kdy se vlády vzdal Viktor Emanuel III., poslední král Albánců.

## Vládci Albánie (1190–1255)

### Progoni
- Progon (1190–1198)
- Gjin Progoni (1198–1208)
- Dhimitër Progoni (1208–1216)

### Ostatní
- Grigor Kamona (1216–1253)
- Gulam (1252–1254)

## Středověké albánské království
| Anjouovci |           |              |           |                                           |                     |
| jméno     | obrázek   | období vlády | život     | rodiče                                    | poznámky            |
| Karel I.  | Karel I.  | 1272–1285    | 1226–1285 | Ludvík VIII. Francouzský Blanka Kastilská | také neapolský král |
| Karel II. | Karel II. | 1285–1294    | 1254–1309 | Karel I. Neapolský Beatrix Provensálská   | také neapolský král |
| Filip I.  | Filip I.  | 1294–1331    | 1278–1331 | Karel II. Neapolský Marie Uherská         |                     |
| Robert I. | Robert I. | 1331–1332    | 1309–1364 | Filip I. z Taranta Kateřina z Valois      |                     |

## Vévodové zDurazza(1332–1368)
- Jan z Durazza (1332–1336)
- Karel I. z Durazza (1336–1348)
- Johana z Durazza (1348–1368)
  - Ludvík z Durazza (1365–1368), právem manžela.

## Vévodové zVlory(1332–1417)
- Jan Komnenos Asen (1332–1363)
- Alexandr Komnenos Asen (1363–1372)
- Komnena (1372–1395)
- Ruzhina (1395–1417)

## VládciBeratu(1335–1444)
- Andrea II. Muzaka (1335–1372)
- Teodor I. Muzaka (1372–1389)
- Teodor II. Muzaka (1389–1417)
- Teodor III. Muzaka (1417–1444)

## Despota Angelokastra a Lepanta (1358–1374)
- Gjin Bua Shpata (1358–1374)

## Despotové zArta(1358–1416)
- Gjin Bua Shpata (1374–1399)
- Muriq Shpata (1399–1415)
- Jakup Shpata (1415–1416)

## Kníže z Albánie (1368–1444)
- Karel Topia (poprvé) (1368–1382), poté Balša II.
- Karel Topia (podruhé) (1385–1387)
- Gjergj Topia (1387–1392)
- Andrea Topia (1443–1444)

## Kníže zGjirokastëru(1386–1416)
- Gjon Zenebishi (1386–1416)

## Kníže z Dukagjini (1387–1444)
- Pal I. Dukagjini a Leka I. Dukagjini (1387–1393)
- Tanush Dukagjini (1393–1438)
- Pal II. Dukagjini (1438–1444)

## Kastrioti(1389–1444)
- Gjon Kastrioti (1389–1417)
- Skanderbeg (1443–1444)

## Knížata z Albánie (1444–1479)
- Skanderbeg (1444–1468)
- Lekë Dukagjini (1468–1479)

## Moderní Albánie

### Albánské knížectví (1914–1924)
| Wiedové      |              |                          |           |                                       |                                                         |
| jméno        | obrázek      | období vlády             | život     | rodiče                                | poznámky                                                |
| Wilhelm Wied | Wilhelm Wied | 7. březen – 3. září 1914 | 1876–1945 | Vilém, kníže z Wiedu Marie Nizozemská | v exilu od 3. 9. 1914, do roku 1924 zůstal hlavou státu |

### Albánské království (1928–1943)
| Zoguové (1928–1939)  |                     |              |           |                                     |                                                                         |
| jméno                | obrázek             | období vlády | život     | rodiče                              | poznámky                                                                |
| Zog I.               | Zog I.              | 1928–1939    | 1895–1961 | Xhemal Pasha Zogolli Sadijé Toptani | v roce 1928 se prohlásil krále, v roce 1939 utekl před italskou okupací |
| Savojští (1939–1943) |                     |              |           |                                     |                                                                         |
| Viktor Emanuel III.  | Viktor Emanuel III. | 1939–1943    | 1869–1947 | Umberto I. Markéta Savojská         | italský král 1900–1946                                                  |